# Ancema nacandra
Ancema nacandra är en fjärilsart som beskrevs av Hans Fruhstorfer 1912. Ancema nacandra ingår i släktet Ancema och familjen juvelvingar. Inga underarter finns listade i Catalogue of Life.